# ميخائيل سميث (شاعر)
ميخائيل سميث (بالإنجليزية: Michael Smith)‏ هو مترجم وكاتب وشاعر أيرلندي، ولد في 1942 في دبلن في جمهورية أيرلندا، وتوفي بنفس المكان في 2014.